# Prague Pride

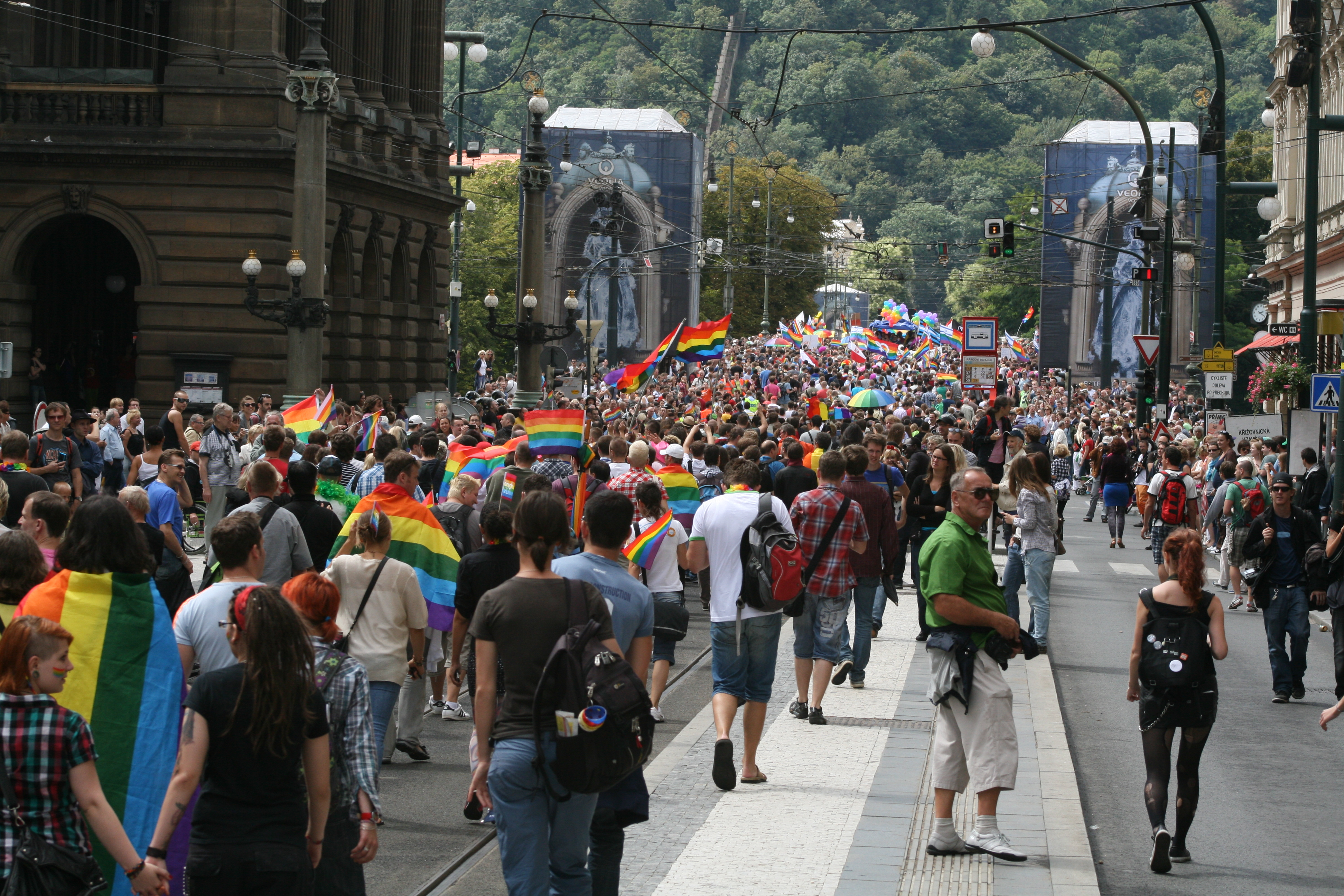
Průvod směřující z Národní třídy směrem na most Legií, první ročník festivalu v roce 2011

Prague Pride je festival LGBTQ hrdosti, pořádaný v Praze od roku 2011, a to každoročně vždy v polovině srpna, po dobu asi jednoho týdne. Kromě tradičního sobotního průvodu Prahou, který je vrcholem celého festivalu, pravidelně představuje množství veřejných diskusí a debat, workshopů, sportovních a kulturních akcí i duchovních setkání.

## Program a organizace
V rámci festivalu se konají desítky kulturních, sportovních a společenských akcí, a to jak v symbolické Pride Village na Střeleckém ostrově, tak na mnoha jiných místech všude po Praze.
Vyvrcholením celého festivalu pak je „průvod hrdosti“, jejichž tradice se datuje až do roku 1970, kdy první takový průvod prošel ulicemi New Yorku jako přímá reakce na homofobní a transfobní šikanu ze strany policie, snahu o všeobecnou liberalizaci a vznik hnutí za práva sexuálních menšin. Průvodu se tradičně účastní desítky tisíc lidí, často nesoucí duhové vlajky a transparenty oslavující queer kulturu, a kolem desítky alegorických vozů vypravovaných nejrůznějšími LGBTQ organizacemi, korporacemi, politickými stranami nebo gay kluby. Od roku 2018 též v čele průvodu stojí takzvaní „maršalové“, tedy osobnosti, které se výrazným způsobem zasloužily o rozvoj LGBTQ práv v Česku i ve světě. Cílovou destinací průvodu je každoročně Letenská pláň, na níž po skončení průvodu následuje rozsáhlý kulturní program.
Festival organizuje stejnojmenná nezisková organizace Prague Pride. Ředitelem organizačního týmu prvních tří ročníků byl Czeslaw Walek, který se následně stal ředitelem neziskové organizace Prague Pride a výkonnou ředitelkou festivalu se od roku 2018 stala Hana Kulhánková.

## Přijetí a kritika
Média obvykle sledují, kteří politici, diplomati, umělci, náboženští představitelé a jiné osobnosti veřejného života festival a obzvlášť průvod podpořili či nad ním dokonce převzali záštitu, a kdo se k němu naopak vyjadřuje negativně nebo proti němu protestuje.
Podporu Prague Pridu veřejně vyjadřují politici a političky napříč politickým spektrem, stejně tak jako i řada velvyslanectví zemí západní Evropy, USA či Kanady, přičemž řada z nich se festivalu i sama účastní. V průběhu své existence se mu též mnohokrát dostalo záštity i od samotného hlavního města Prahy.
Proti festivalu a průvodu tradičně protestují konzervativci, křesťané či krajní pravice, jmenovitě zejména Mladí křesťanští demokraté, Aliance pro rodinu či v minulosti Akce D.O.S.T. Ti ve stejný den jako protiakci pořádají Pochod pro rodinu, a to s podporou některých církevních představitelů, politiků KDU-ČSL a tak dále. Proti prvnímu ročníku svolala protestní akci též ultrapravicová Dělnická strana sociální spravedlnosti.
Kritiky se ale organizátorům dostává i z levicových a radikálně queer pozic, zejména v souvislosti s přílišnou komercializací festivalu, pinkwashingem či trvalým opomíjením celé řady socioekonomických témat týkajících se třídy či změn klimatu ve snaze nevybočovat z celospolečenského mainstremu a tím i přízně korporátních sponzorů.
Odpůrci často vytýkají i pravidelnou účast hrdých pedofilů ve festivalovém průvodu skupiny ČEPEK. Jejich účast na průvodu však kritizují a odmítají i samotní organizátoři.
V roce 2020 vzbudila kontroverze i přidělená státní dotace z rozpočtu Magistrátu hlavního města Prahy ve výši jednoho milion korun, a to i přesto, že se ten rok kvůli pandemii covidu-19 průvod nekonal.

### Náboženské přijetí
Zatímco organizátoři pochodu Prague Pride sami sebe řadí do hnutí za práva sexuálních menšin, hlas římskokatolické církve reprezentovaný kardinálem Dominikem Dukou zní jinak. Dominik Duka již před konáním prvního pochodu v Praze v roce 2011 na základě předběžného programu celou akci odsoudil se slovy, že se nejedná o „otázku práva menšiny na toleranci, ale o propagaci uvolněného životního stylu, který není zodpovědný, důstojný a krásný“. Dukovi vadí zejména požadavky směrem k adopci dětí homosexuálními páry, čímž dle jeho slov protagonisté Prague Pride popírají právo dítěte na své biologické rodiče. Pravděpodobně z tohoto důvodu se katolická církev nepodílí na žádném z duchovních programů, jež festival rovněž nabízí. Téma adopce dětí homosexuálními páry rezonuje i v české společnosti, přičemž podle CVVM z května 2023 většina, 63 % z dotázaných, schvaluje právo na adopci dětí z institucionální péče homosexuálními páry a jejich právo uzavřít sňatek.
Součástí Prague Pride bývá zpravidla i velmi bohatý doprovodný program, který rovněž podporuje řada křesťanských společenství, jako např. ekumenický křesťanský spolek LOGOS nebo také poradní odbor pražské evangelické mládeže pražských sborů ČCE, avšak s upozorněním, že se nejedná o oficiální postoj ČCE. Na programu se v historii oficiálně podílela např. Českobratrská církev evangelická nebo Církev československá husitská. Katolická církev, i přes silný arcibiskupův hlas, však není ve svém postoji jednotná. V roce 2015 zprostředkoval dnes již bývalý katolický jáhen Jaroslav Lorman na půdě Římskokatolické akademické farnosti Praha při kostele Nejsvětějšího Salvátora přednášku americké řádové sestry Jeannine Garmickové věnující se hájení práv LGBT osob v prostředí katolické církve. S pořádáním přednášky a s promítáním polského filmu o homosexuálním knězi s názvem „Ve jménu…“ souhlasil rovněž farář této farnosti Tomáš Halík. Dominik Duka tuto podporu akce Prague Pride na katolické půdě nejdříve kritizoval, posléze ji zakázal. Jak lze tedy vidět, uvnitř katolické církve nepanuje jednotný názor na dialog s LGBT menšinou, čehož si všímají i členové spolku LOGOS. Ti v roce 2015 vyjádřili znepokojení nad odmítáním této příležitosti k dialogu v rámci římskokatolické církve a dle jejich slov se tato církev tématům diskriminace a šikany LGBT věřících vyhýbá. Na stejný problém uvnitř katolické církve upozornil i bývalý římskokatolický kněz Jiří Pešek v roce 2018, když v rozhovoru pro internetovou televizi DVTV řekl, že gayové a lesby jsou v katolické církvi v izolaci, veškeré pokusy o jejich pastoraci selhávají a velmi často se setkávají se strachem o své orientaci hovořit.
Jak rovněž zmiňuje ve svém rozhovoru Jiří Pešek, někteří kněží sice dokáží velmi citlivě doprovázet lidi s homosexuální orientací, avšak cílená pastorace v církvi neexistuje, nevytváří se prostředí, ve kterých by měli tito lidé zastání. Pokusy Peška tuto situaci uvnitř církve řešit znovu narážely na postoj Dominika Duky. Další náboženská kontroverze týkající se pastorace LGBT komunity odehrála na Prague Pride v roce 2017. Římskokatolický kněz Pio David Oláh se podílel na ekumenické bohoslužbě (ne však katolické mši v pravém slova smyslu). Protože se nejednalo přímo o katolickou mši, nebyl to problém i přesto, že Oláh neměl dle pražského arcibiskupství tou dobou pravomoc již rok sloužit katolickou mši. Avšak Oláh ve svých aktivitách směrem k LGBT komunitě pokračoval, vedl bohoslužbu určenou pro sexuální minority v organizaci Život 90 na Starém Městě. Na svém profilu na sociální síti Facebook uvedl, že je „(…) přesvědčen, že se jedná o Bohu milou akci, ku prospěchu LGBT věřících“, a že je nutné, aby duchovní nepřehlíželi věřící s menšinovou sexuální orientací. Oláh tvrdí, že pokud chtějí homosexuální věřící žít podle učení katolické církve, jsou nuceni žít v celoživotním celibátu, což je dle něj v rozporu s výkladem Bible i vlastní tradicí učení církve. Dominik Duka zase reaguje na důvody konání mše pro LGBT takto: „Členové Hnutí Logos a LGBT katolíci se právem považují za plnoprávné občany České republiky i za katolické křesťany, jsou jim tedy otevřeny všechny bohoslužby při zachování základních podmínek, které vyžaduje křesťanská etika a normy kanonického práva. V tomto duchu jsou tedy naše srdce i dveře našich kostelů vždy otevřené.“
V souvislosti s Prague Pride 2019 arcibiskup Duka na svém Twitteru oznámil, že se připojuje k prohlášení na podporu krakovského arcibiskupa Jędraszewského, který je kritizován za své kázání vymezující se vůči LGBT komunitě. Duka se vymezuje vůči „světonázorovému totalitarismu, prezentovanému v poslední době agresivními vyjádřeními stoupenců ideologie LGBT“. Přirovnání LGBT komunity k totalitárním režimům je přinejmenším velmi nevkusné a vzbuzuje určité kontroverze, protože připomíná jiná populistická vyjádření některých českých politiků z poslední doby, čehož si všimli novináři v rámci zpravodajského serveru Českého rozhlasu iROZHLAS a pečlivě je analyzovali. I přes relativní vstřícnost české populace k rozšíření práv homosexuálů je otázkou, jakým směrem se bude vůči nim odvíjet česká politika. Jak totiž naznačuje pro týdeník Respekt redaktor Marek Švehla, možná se nejedná pouze o úpadek tradiční rodiny, jak jej podávají někteří křesťanští konzervativci, ale podpora sňatků homosexuálních párů „téměř dokonale kopíruje dělení na bývalý Východ a Západ: pouze Itálie patří v tomto ohledu k východní části Evropy“.

## Fotogalerie

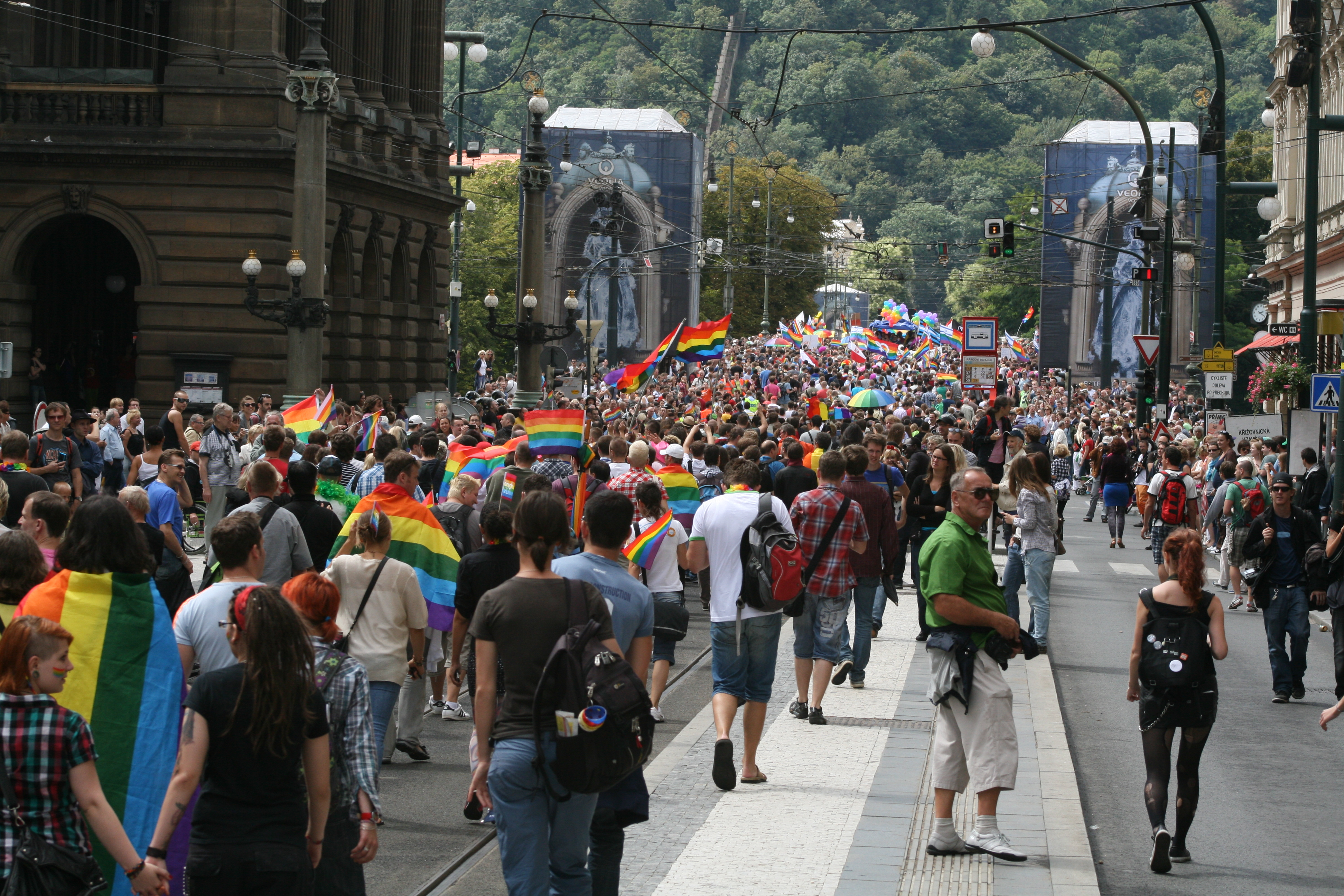
Průvod z Národní třídy směrem na most Legií, 2011
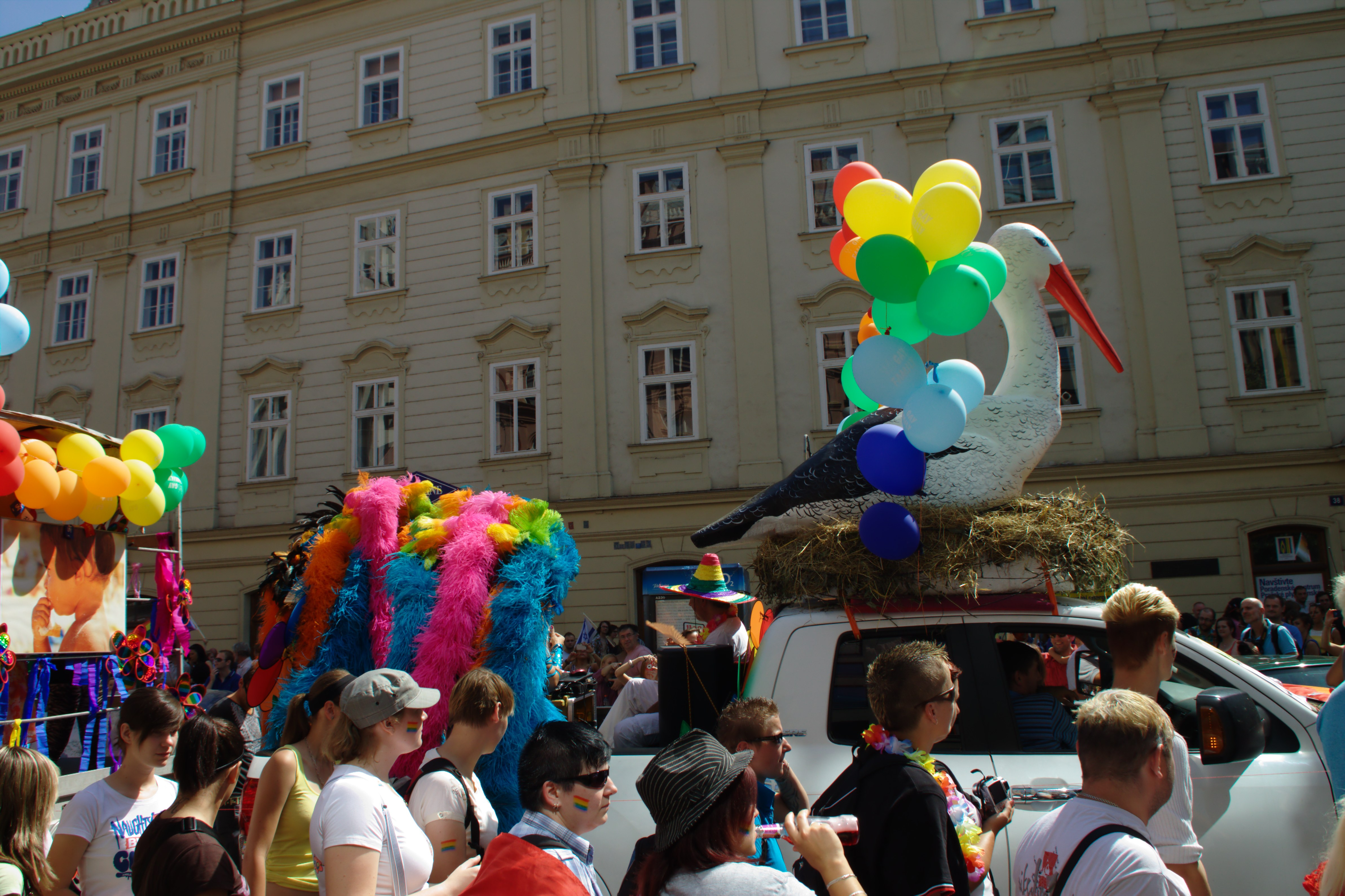
Jeden z alegorických vozů, 2012
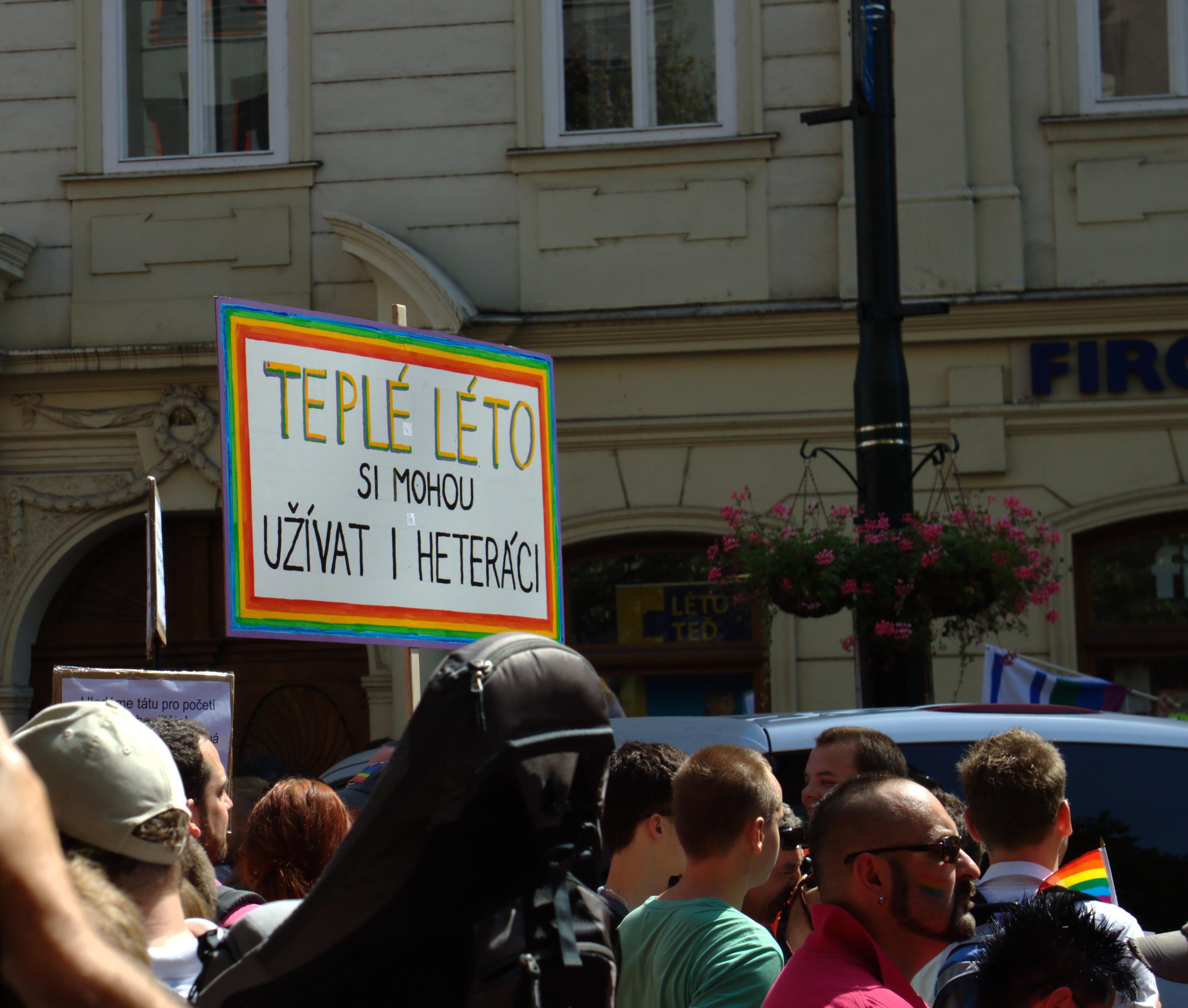
Transparent „Teplé léto si mohou užívat i heteráci“, 2012
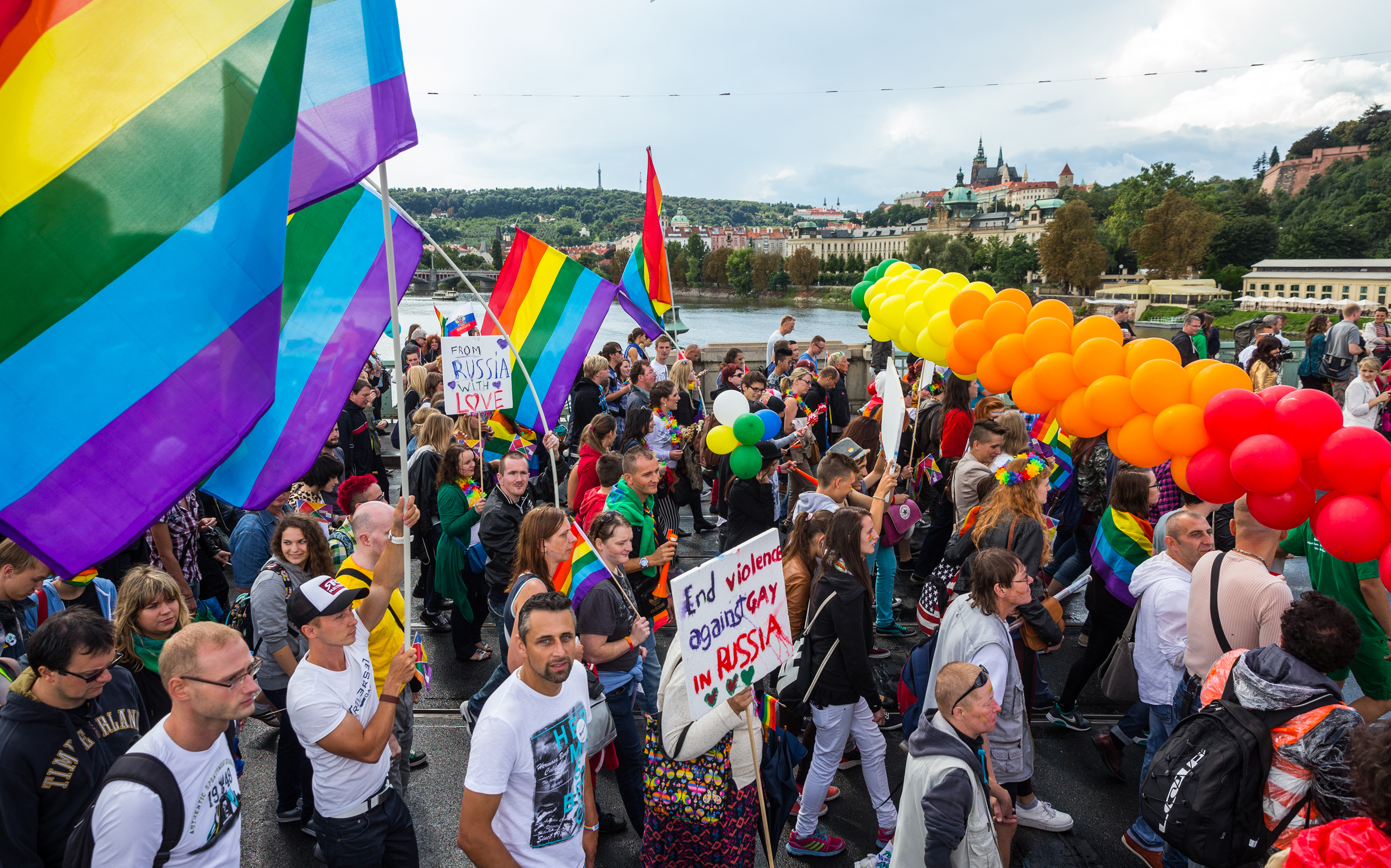
Průvod při přechodu Čechova mostu, 2014
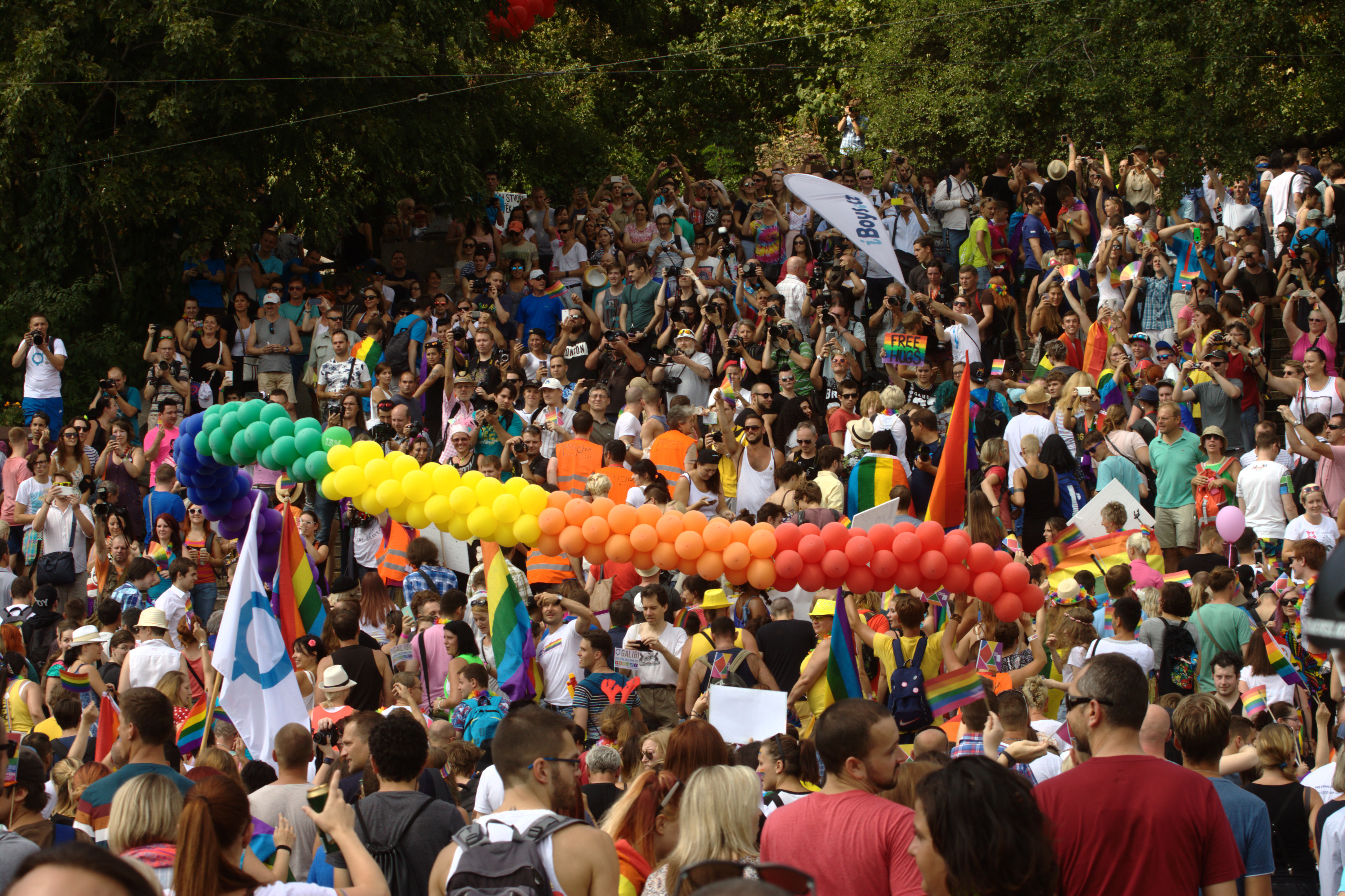
Průvod na schodišti za Čechovým mostem, 2015
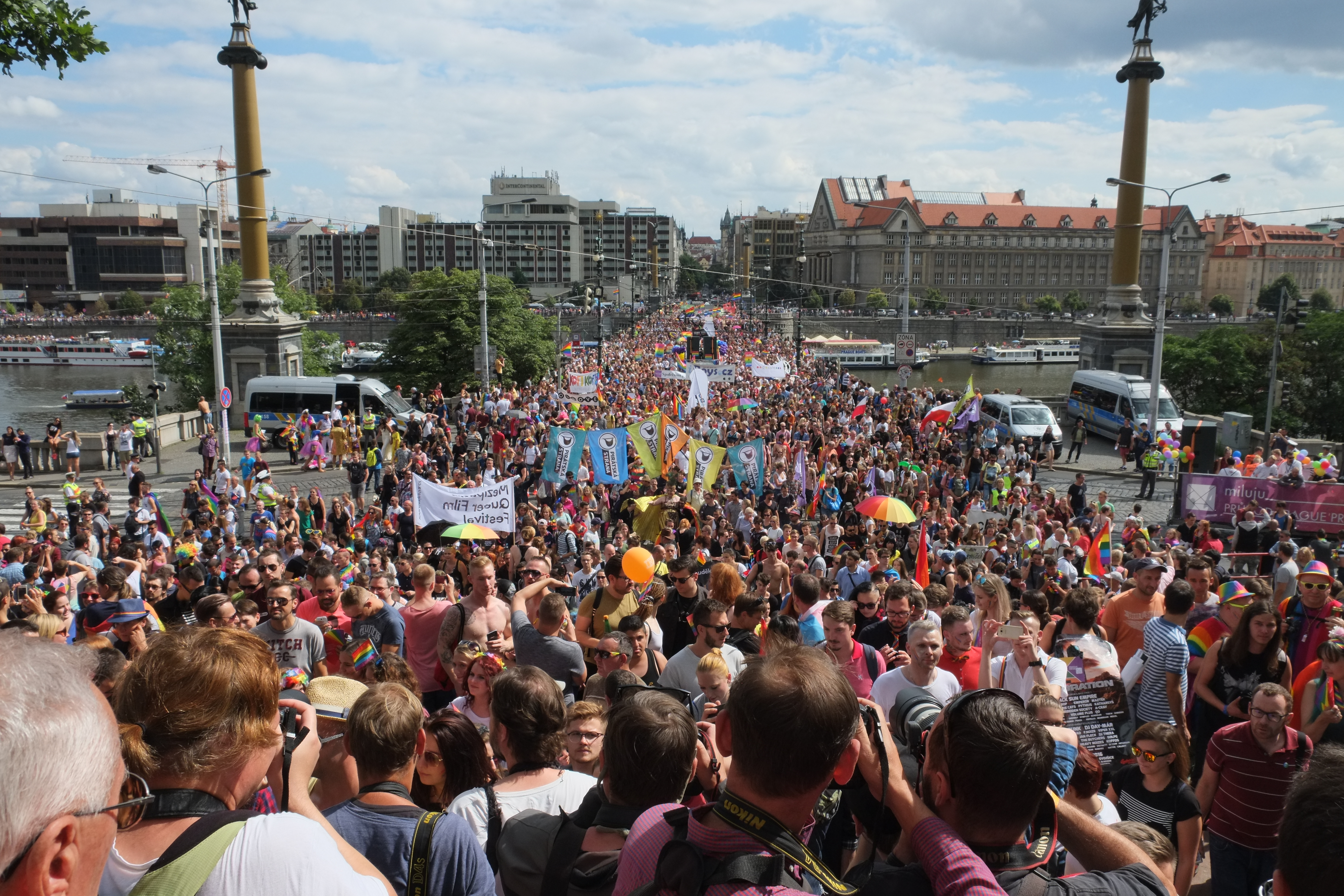
Průvod na Čechově mostě, 2016
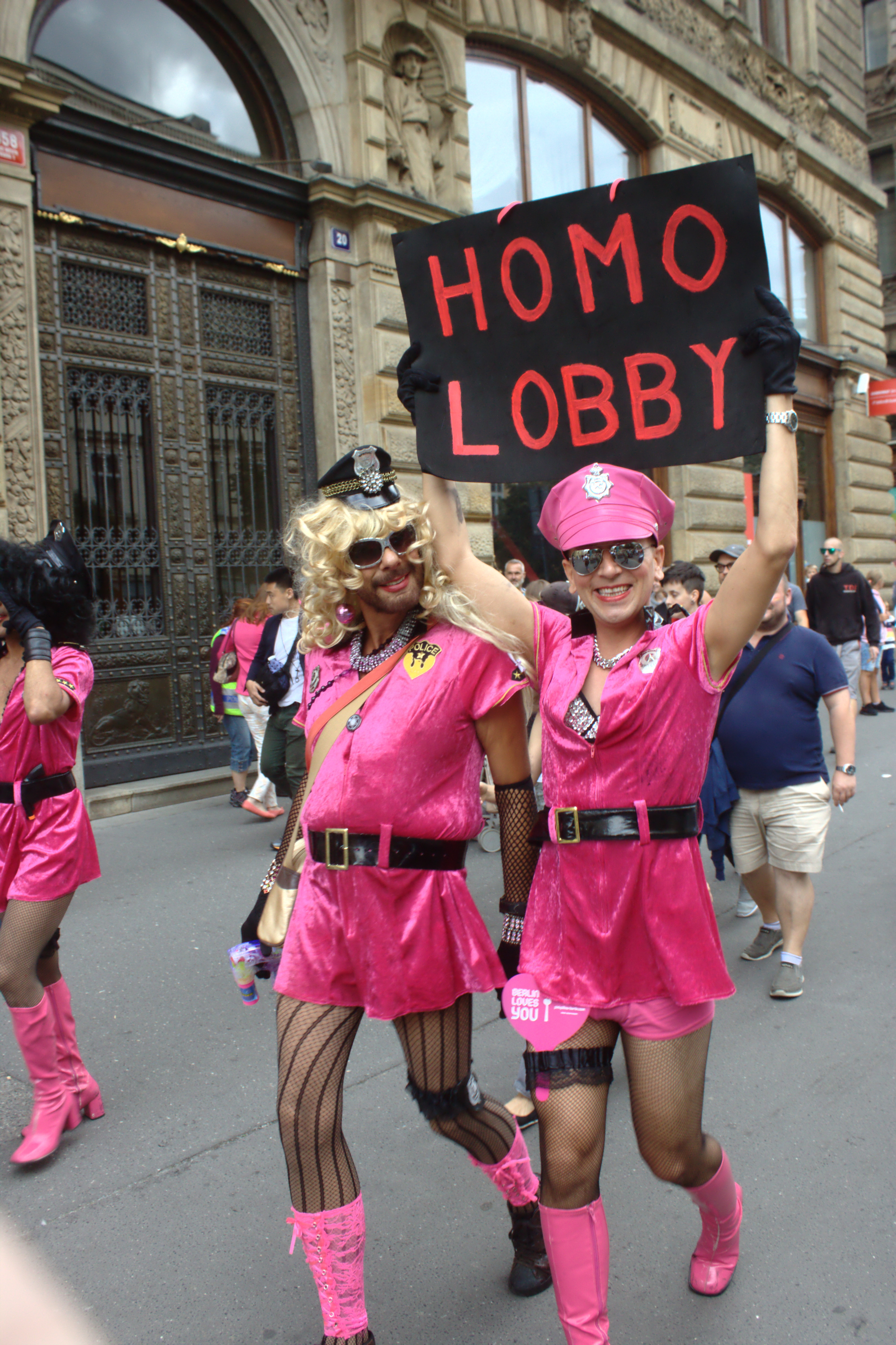
Účastníci průvodu s cedulí „homo lobby“ v ulici Na Příkopě, 2017
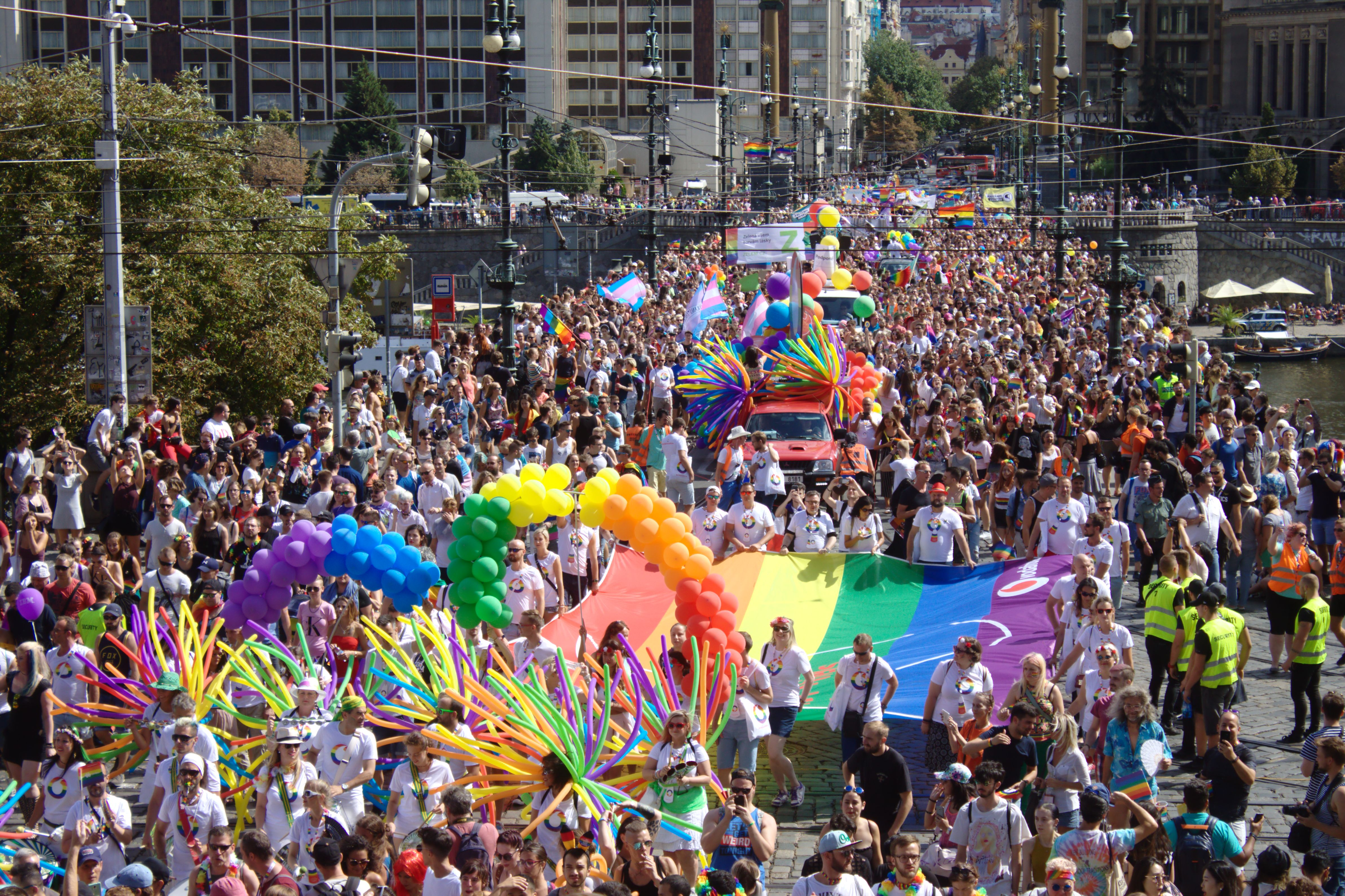
Průvod na Čechově mostě, 2018
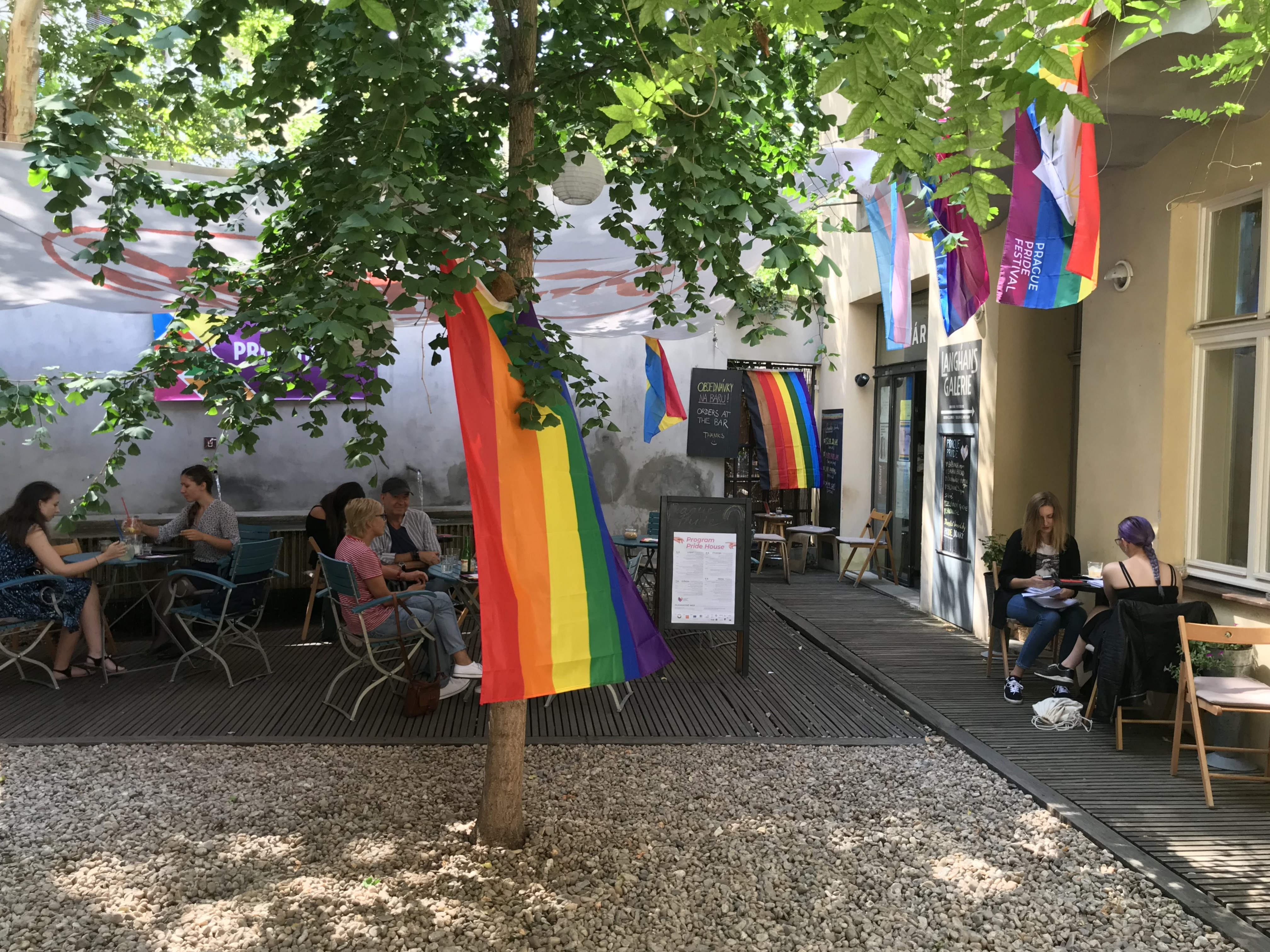
Festivalová výzdoba kavárny Langhans, 2019
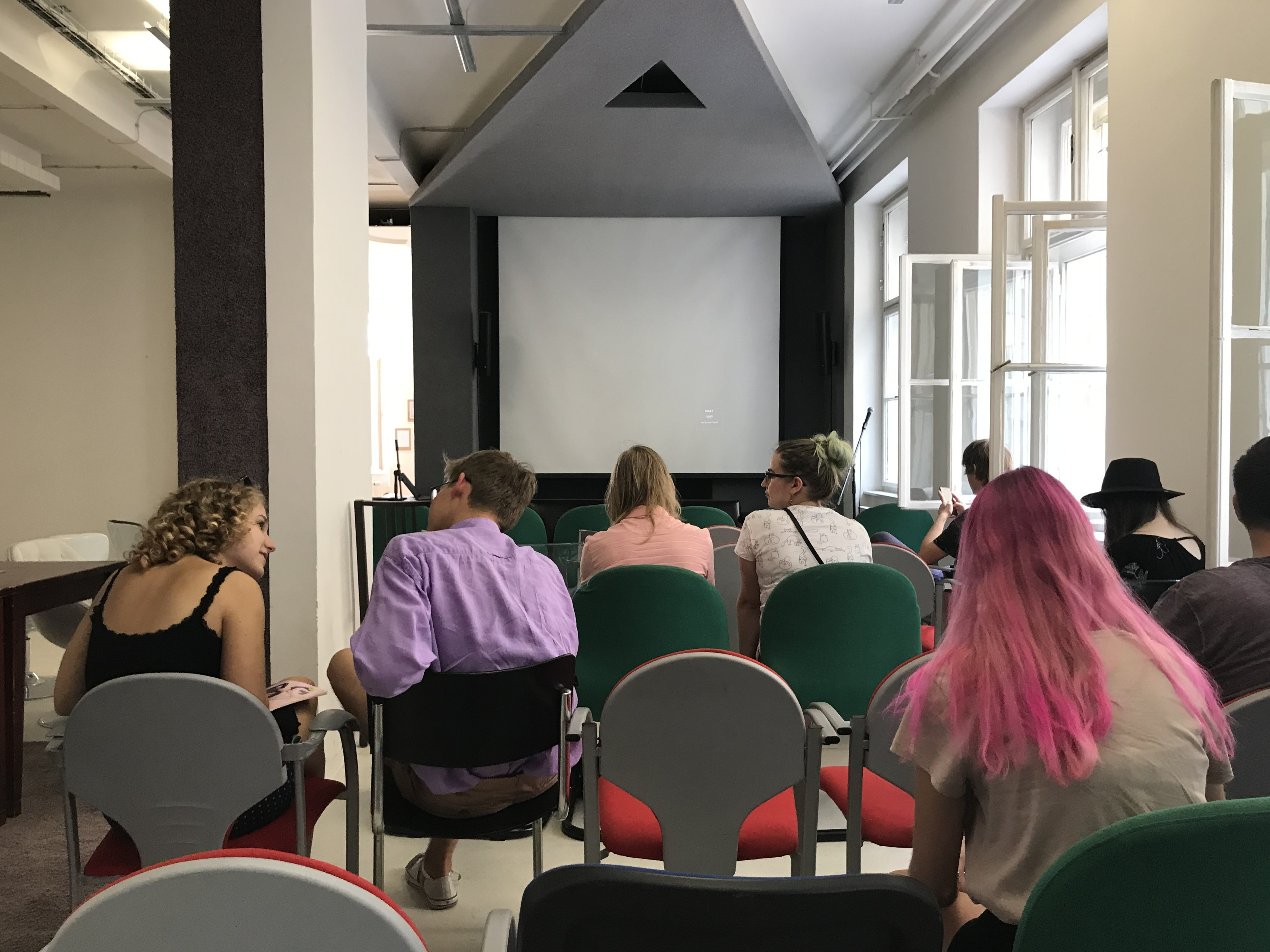
Seminář In Iustitia „Jak bojovat s homofobií“ v Patrech, 2019
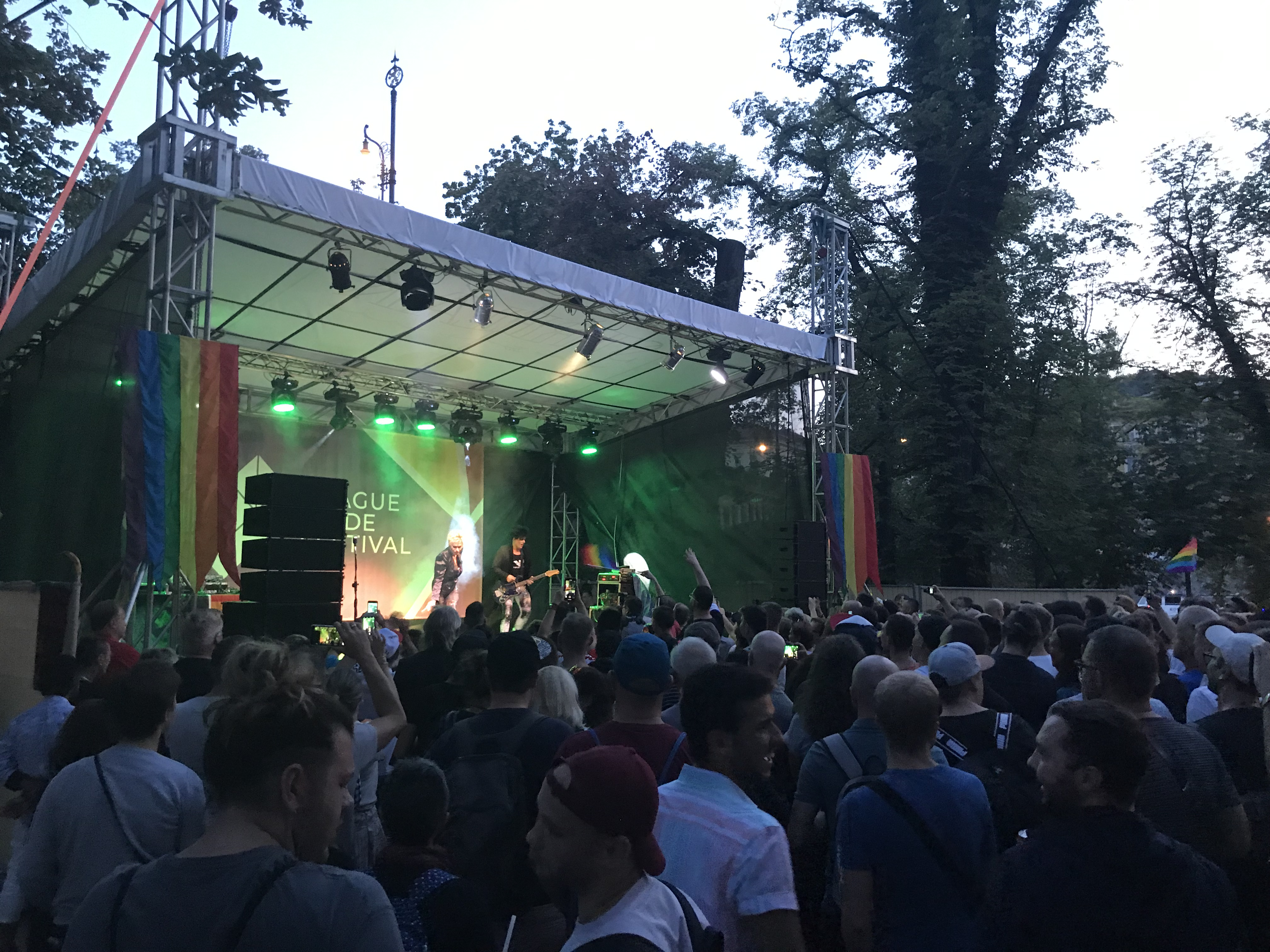
Travesti drag show na Střeleckém ostrově, 2019